# Байда Володимир Антонович
Володимир Антонович Байда (нар. 11 липня 1927, село Морочин, тепер Люблінське воєводство, Республіка Польща — 15 листопада 1999, місто Соснівка Львівської області) — український радянський діяч, бригадир бригади прохідників будівельного управління № 2 комбінату «Укрзахідшахтобуд». Герой Соціалістичної Праці (26.04.1957). Депутат Верховної Ради СРСР 5-го скликання.

## Біографія
Народився в бідній селянській родині. Закінчив сільську семирічну школу. У 1945 році разом із родиною був переселений в село Федорівку Володимир-Волинського району Волинської області.
Трудову діяльність розпочав на торфорозробках Володимир-Волинського промислового комбінату Волинської області. У 1947 році був відправлений на Донбас, де закінчив у 1948 році школу фабрично-заводського навчання при шахті № 55 імені Дзержинського в місті Ровеньках Ворошиловградської області.
З 1948 по 1949 рік працював вибійником шахти № 55 імені Дзержинського в місті Ровеньках. У 1949—1951 роках — робітник на торфорозробках, вантажник, тесляр, прохідник шахти на Донбасі.
З 1951 року — бригадир прохідників шахти № 2 «Нововолинська», з 1954 року — бригадир прохідників шахти № 5 «Великомостівська» будівельного управління № 2 комбінату «Укрзахідшахтобуд» Міністерства будівництва підприємств вугільної промисловості УРСР у селищі Соснівка Львівської області.
Указом Президії Верховної Ради СРСР від 26 квітня 1957 року Володимиру Байді присвоєно звання Героя Соціалістичної Праці з врученням ордена Леніна і золотої медалі «Серп і Молот».
Член КПРС з 1960 року.
Потім — на пенсії в місті Соснівка Львівської області.

## Нагороди
- Герой Соціалістичної Праці (26.04.1957)
- орден Леніна (26.04.1957)
- медаль «За трудову відзнаку» (30.03.1971)
- медалі
- Заслужений шахтар Української РСР (26.08.1960)